# Butteuse à pommes de terre

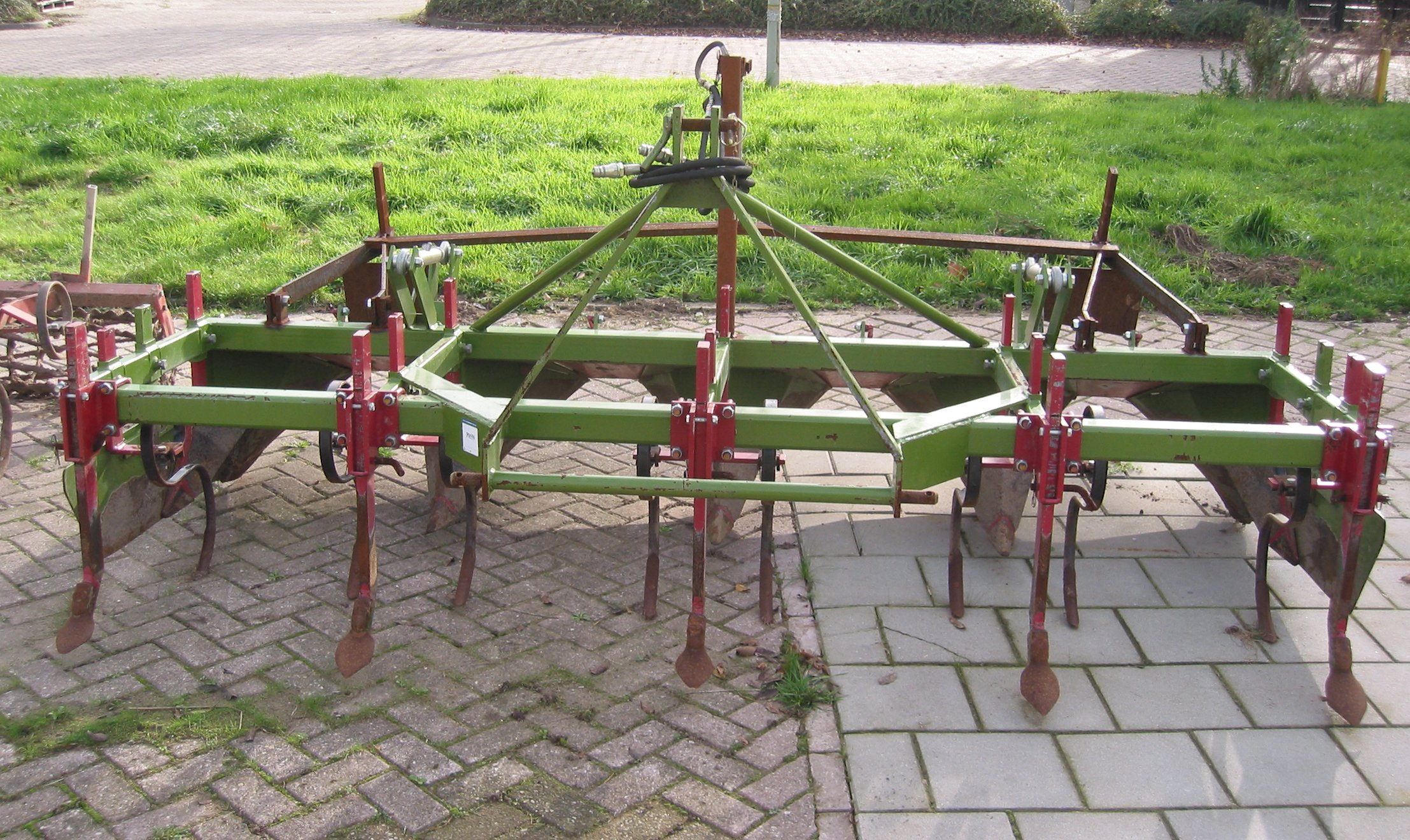
Butteuse à pommes de terre à 4 rangs de marque Baselier.

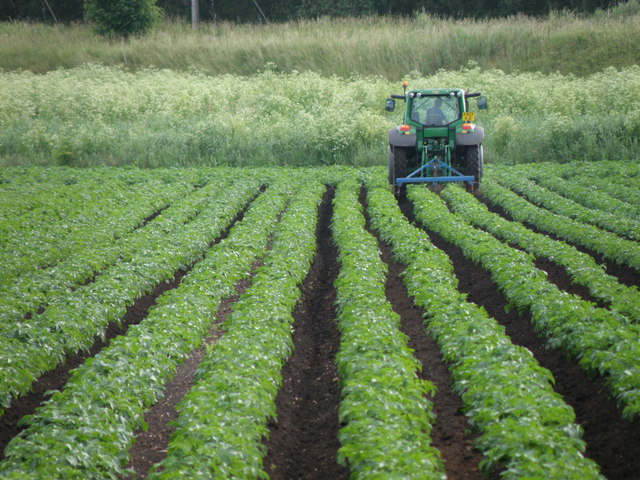
Buttage en cours dans un champ de pommes de terre.

Une butteuse à pommes de terre est une machine agricole utilisée pour façonner des buttes parallèles dans les champs de pommes de terre.
C'est une sorte de charrue attelée à l'arrière d'un tracteur par l'attelage trois-points et constituée d'un châssis portant un ensemble d'éléments de binage, dents ou socs étroits, suivis d'éléments de buttage, généralement composés de disques galbés ou de socs triangulaires.

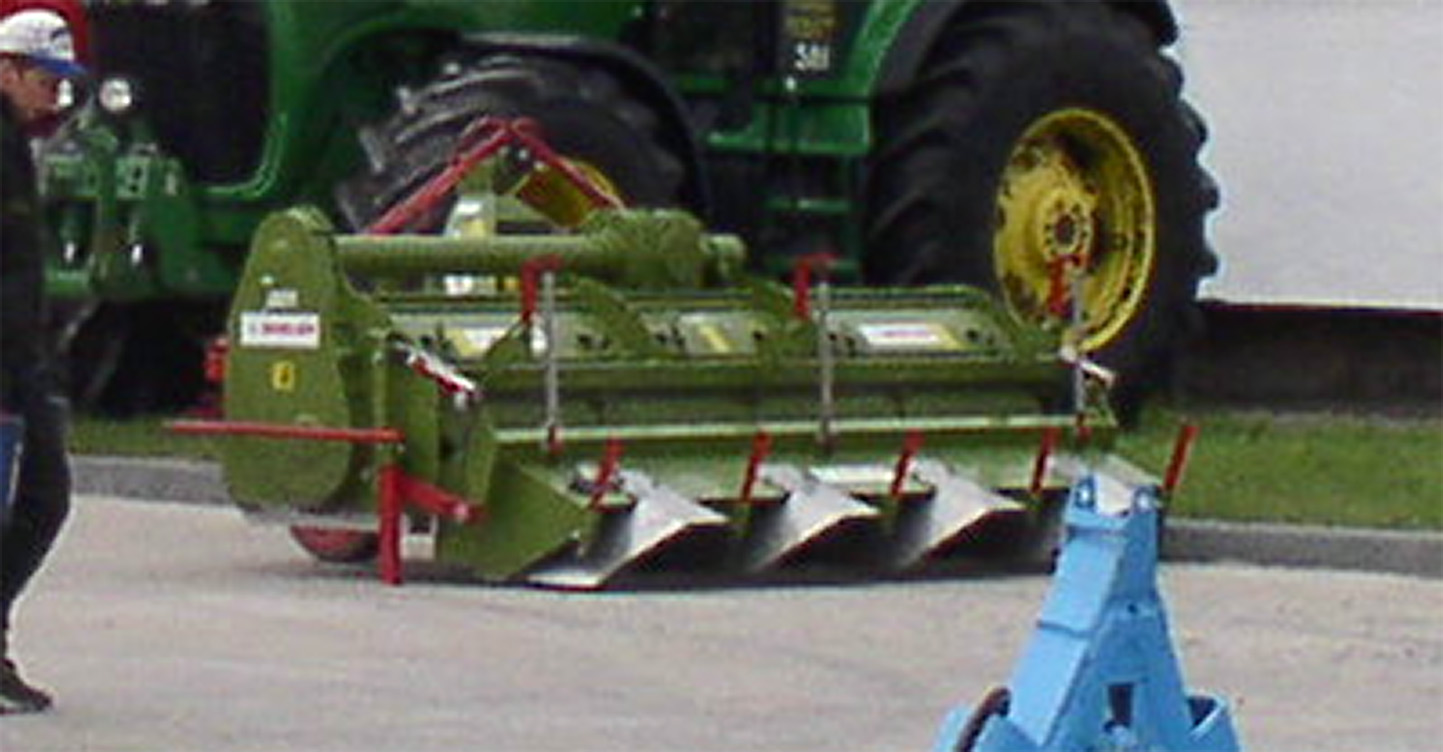
Cultivateur rotatif pour le buttage des pommes de terre

Le buttage qui intervient après la plantation (mais généralement un pré-buttage est réalisé dès celle-ci).  Il a pour objectif de recouvrir les tubercules-mères d'une certaine hauteur de terre finement travaillée de manière à favoriser un bon enracinement des plants et un développement optimum des futurs tubercules. Cette opération, qui peut se réaliser selon les cas en plusieurs passages (tant que le développement du feuillage ne dépasse pas un stade de 15 cm de hauteur), permet également d'éviter le verdissement des tubercules, qui pourraient sinon être exposés à la lumière, et de limiter le développement des mauvaises herbes. Elle est également nécessaire pour permettre l'utilisation ultérieure d'une récolteuse mécanisée.